# Війна Часу
Війна Часу — вигадана війна у всесвіті британського науково-фантастичного серіалу «Доктор Хто». Була збройним конфліктом між далеками та Володарями Часу з їхніми союзниками, в ході якої Володарі Часу і їхня планета Галіфрей, разом з далеками, як вважалося, загинули. Війна відбувалася у час правління засновника суспільства Володарів — Рассилона, згідно зі хронологією серіалу — між подіями фільму 1996 року та появою Дев'ятого Доктора у відродженому серіалі в 2005 році. Ця війна призвела до знищення обох сторін і декількох втягнутих у неї народів. Доктор називає її «Останньою великою війною», що говорить про існування інших, невідомих війн у часі.
Протягом чотирьох сезонів поновленого серіалу про війну існували згадки, але ніколи не розповідалося прямо. В епізоді «Кінець часу» пояснюється, що фактичним виконавцем знищення обох рас є Доктор.
Як виявилося з часом, у Війні брало участь втілення Доктора між Восьмим і Дев'ятим — Доктор-Воїн, але Війна закінчилася, коли тринадцять регенерацій Доктора перемістили Галіфрей до кишенькового всесвіту, а Далеки були знищені власним перехресним вогнем.

## Остання велика війна Часу

### Історія
Вперше про війну було згадано в епізоді «Роуз». Дев'ятий Доктор пояснює Роуз Тайлер, що свідомість Нестін вторглася на Землю, оскільки її планету було знищено у війні. В кінці серії він зізнається, що і його рідна планета, і його народ також знищені.
У наступному епізоді (Кінець світу) Джейб (Ліси Чиму) здивована існуванням Доктора, оскільки знає, що всі Володарі загинули.
Гельти стають ворогами Доктора у Невгамовних мерцях. Вони просять дати їм тіла людей, оскільки свої гельти втратили. Одна з них говорить, що «була війна, невідома для нижчих рас, але руйнівна для вищих».
Доктор говорить уцілілому далекові (Далек), що він знищив 10 мільйонів їхніх кораблів, але Володарі Часу згоріли разом з ними. Рассел Т. Девіс дав інтерв'ю команді «Конфіденційно», в якому сказав, що причина війни лежить в серії «Походження далеків» (1975), у якій Володарі посилають Доктора запобігти створенню далеків Давросом або зробити їх менш агресивними.
Коли далеки хотіли відчинити Ковчег Буття (Судний день) і запитували про решту, Доктор сказав їм, що був при падінні Аркадії і вижив завдяки боям на передовій.
Майстер сказав Докторові, що Володарі воскресили його як гарного бійця (Барабанний бій та Останній Володар Часу), але він утік. Однак, судячи з подій епізоду «Кінець часу», Майстра воскресили для звільнення Володарів із часової пастки Доктора.
У «Темниці Сатани» Звір називає Доктора вбивцею власного народу. У «Барабанному бою» Доктор підтверджує це, сказавши, що він сам закінчив війну, залишивши далеків, Володарів і Галіфрей палати.
Генерал Стал говорив Раттігану у «Плані сонтаранців» про те, що Доктор командував боєм у війні Часу — найкращій війні, а їм не дали у ній брати участь.
У «Викраденій Землі» Доктор здивований зустрічі з Давросом, оскільки сам бачив, як його корабель у перший рік війни коло Брами Елізіуму полетів у пащу Дитяти Жаху. Давроса врятував далек Каан, який пролетів крізь пастку часу та втратив глузд. У цій же серії члени Прокламації Тіней (Тіньового Протоколу, англ. Shadow Proclamation) називали Володарів Часу частиною легенд, міфів і чуток «Вищих рас».
Під час повернення Галіфрею (Кінець часу), Доктор сказав Майстрові, що якщо пастку часу буде зламано, то повернуться також Вироджені Скаро, Орда Травесті, Дитя Жаху, армія Тих, Які Ніколи Не Існували, на чолі з Королем, який Міг Би Бути та інші. Це означає, що у війні брали участь не тільки Володарі Часу та далеки, а й інші істоти. Однак Рассилон заявив, що ухвалить Останню санкцію — знищить простір і час, зруйнує всі обмеження та перетворить Володарів на нематеріальних «богів».
У цій же серії від особи Володарів підтверджується, що саме Доктор із допомогою Миті закінчує війну та закриває пастку. Фінальна ж битва у Війні Часу відбулася приблизно 1806 року. Далеки перемагали у цій війні та могли б стати новими Володарями Часу. І для того, щоб попередити такий варіант розвитку подій, Доктор-Воїн знищує і Галіфрей, і весь флот далеків, зачинивши їх у пастці часу. Таким чином, Доктор є переможцем.
Пізніше, в серії, присвяченій 50-річчю серіалу, з'ясовується, що Доктор замість того, щоб знищити Галіфрей, об'єднався з іншими своїми інкарнаціями та сховав планету до кишенькового всесвіту, тим самим далеки вбили один одного у перехресному вогні.

### Наслідки
Якщо ніхто не може увійти чи вийти з пастки, то всі її учасники замкнені в часі, і ніхто у всесвіті не повинен знати про її учасників. Протягом серіалу неодноразово згадувалося про Володарів Часу чи далеків, які «вимерли», але в той же час деякі називали їх вигадками. Доктор же казав Роуз, що знаходиться в постійному русі, може докорінно змінюватися моментально, створюючи парадокси (наприклад, він передбачав Гаррієт Джонс три терміни на посаді прем'єр-міністра, а далек, просканувавши Інтернет у 2012 році, не знайшов нічого про події «Судного дня»). Таким чином, будь-яка зміна часу породжує парадокси.
Хоча Доктор вважає, що не можна повернутися і якимось чином втрутитися у війну, Майстер використовує ТАРДІС як машину парадоксів, дозволяючи далеким нащадкам людства вторгнутися в наш час і необмежено вбивати всіх людей, серед яких були і їхні предки. З іншого боку, Доктор говорить Біллі Шиптону, що зміна його долі в минулому зруйнує дві третини всесвіту (Кліп-кліп). Часткове підтвердження можна знайти в альтернативному всесвіті Донни (Поверни ліворуч), де Доктор, не зустрівши її, не встигає регенерувати і гине.
Для творців серіалу Війна Часу може служити гарним виправданням протиріч сюжету. Стівен Моффат заявив, що у серіалі, в якому можливі подорожі в часі та паралельні всесвіти, просто не може бути сюжетних протиріч — можна просто сказати, що Доктор або Війна змінили час.

### Вцілілі
Хоча Доктор спочатку припускає, що ніхто більше не вижив, в епізоді «Роздоріжжя» він зустрічає Імператора далеків, який уцілів і виростив з людських трупів нових підданих. У «Судному дні» Доктор зустрічається з чотирма з культу Скаро, члени якого стоять вище за Імператора та вигадують нові способи вбивати. Вони, втікши до Порожнечі, пережили кінець війни. Разом із собою вони принесли «Ковчег Буття» (англ. Ark of Genesis) — в'язницю, наповнену мільйонами далеків. Переможені Доктором члени культу Скаро, щоб уникнути повторного потрапляння до Порожнечі, використовують аварійний телепорт до розламу часу та опиняються у 1930 році на Мангеттені (Далеки на Манхеттені, Еволюція далеків). Там серед живих лишається тільки далек Каан, який також тікає від Доктора і потрапляє до Війни Часу, де рятує Давроса.
Доктор говорить, що не відчуває більше нікого з Володарів. Раптом, Обличчя Бо відкриває йому свою таємницю — «Ти не сам» (Затор). Майстрові вдалося пережити війну, втікши у кінець всесвіту та перетворивши себе на людину. Таким чином, можливо, вижив і хтось іще.
Статус Ворога та Фракції Парадокс невідомий, можливо, вони були знищені.
У спеціальному епізоді День Доктора з'ясовується, що Галіфрей і раса Володарів Часу також уникнули знищення; спільними зусиллями всіх реінкарнацій Доктора Галіфрей було останньої секунди «вирвано» з історії та поміщено до замкненого кишенькового всесвіту. Флот далеків, що оточив планету сферичним шикуванням та інтенсивно її бомбардував, не встиг зреагувати та був знищений своїми ж власними пострілами. Таким чином, хід історії не було в цілому порушено — Галіфрей і далеки зникли зі Всесвіту, але раса Володарів Часу вціліла, в подальшому вона повернулася назад у Всесвіт.